# NGC 6820
NGC 6820 (другое обозначение — IRAS19403+2258) — эмиссионная туманность в созвездии Лисичка.
Этот объект входит в число перечисленных в оригинальной редакции «Нового общего каталога».